# Caligus quadratus
Caligus quadratus är en kräftdjursart som beskrevs av Sueo M. Shiino 1954. Caligus quadratus ingår i släktet Caligus och familjen Caligidae. Inga underarter finns listade i Catalogue of Life.